# Stemmatophora honestalis
Stemmatophora honestalis is een vlinder uit de familie snuitmotten (Pyralidae). De wetenschappelijke naam is voor het eerst geldig gepubliceerd in 1829 door Treitschke.
De soort komt voor in Europa.